# 楊允中
楊允中（1534年—？），字祖堯，號治菴、印南，順天府薊州遵化縣人，民籍，明朝政治人物。

## 生平
嘉靖三十一年（1552年）壬子科順天府鄉試第五十三名舉人。嘉靖四十四年（1565年）中式乙丑科會試第三百二十二名，三甲第十九名進士。大理寺观政，改庶吉士，隆庆元年（1567年）三月授广东道御史，六年五月復除河南道御史，七月巡按贵州，万历元年任贵州乡试监临官，改河南道御史，三年八月吏部以考察才力不及降为裕州判官，四年四月升新蔡县知县，六年二月升西安府同知，万历十年岁凶，啸聚者甚衆，允中单车夜驰，集千百长团练调度，不五旬而渠魁就擒，境内以安。十一年二月累升工部郎中，十月拣选为通政使司左参议。丁忧，卒。

## 家族
曾祖楊旺；祖父楊銳；父楊文簡，母王氏。兄時中、建中、守中（监生）、弟用中、祇中，俱庠生；尚中、执中、利中。